# كرامة (كرامة)
كرامة هي إحدى مشيخات المملكة المغربية، تتبع جغرافيا لإقليم ميدلت وإداريًا لكرامة. يقدر عدد سكانها بـ 1904 نسمة حسب الإحصاء الرسمي للسكان والسكنى لسنة 2004.